# Constituição do Estado do Paraná
A Constituição do Estado do Paraná é a Lei estadual fundamental que rege o estado brasileiro do Paraná, conforme princípios da Constituição Nacional do Brasil e foi promulgada pela Assembleia Estadual Constituinte  em 5 de outubro  de 1989.

## Preâmbulo
A Constituição do Estado do Paraná tem o seguinte preâmbulo:
| “ | Nós, representantes do povo paranaense, reunidos em Assembléia Constituinte para instituir o ordenamento básico do Estado, em consonância com os fundamentos, objetivos e princípios expressos na Constituição da República Federativa do Brasil, promulgamos, sob a proteção de Deus, a seguinte Constituição do Estado do Paraná. | ” |

## Corpo redacional
A redação do corpo ou texto da Constituição estadual paranaense compõe-se de uma literatura com 259 artigos e, a estes, acrescentam-se 61 artigos do texto do Ato das Disposições Constitucionais Transitórias.

### Corpo constituinte
- Anibal Khury , Presidente da Assembleia Legislativa Constituinte
- José Afonso, 1º. Vice-Presidente
- Orlando Pessuti , 2º. Vice-Presidente
- Tadeu Lúcio Machado, 1º. Secretário
- Werner Wanderer ,2º. Secretário
- Piraja Ferreira,3º. Secretário
- Algaci Tulio, 4º. Secretário
- Caíto Quintana, Relator
- Acir Mezzadri
- Amélia de Almeida Hruschka
- Antonio Costenaro
- Antonio Annibelli
- Antonio Bárbara
- Basilio Zanusso
- Cândido Bastos
- David Cheriegate
- Dirceu Manfrinato
- Djalma de Almeida César
- Edmar Luiz Costa
- Eduardo Baggio
- Erondy Silvério
- Ezequias Losso
- Ferrari Júnior
- Gernote Kirinus
- Haroldo Ferreira
- Hermas Brandão
- Homero Oguido
- Irondi Pugliesi
- João Arruda
- José Alves dos Santos
- José Rogério Carvalho
- José Felinto
- Lauro Alcântara
- Leônidas Chaves
- Lindolfo Júnior
- Luiz Alberto Martins de Oliveira
- Luiz Antonio Setti
- Luiz Carlos Alborghetti
- Namir Piacentini
- Neivo Beraldin
- Nelson Vasconcellos
- Nereu Massignan
- Nilton Barbosa
- Paulo Furiatti
- Paulino Delazeri
- Pedro Tonelli
- Quielse Crisóstomo da Silva
- Rafael Greca
- Raul Lopes
- Renato Adur
- Sabino Campos
- Valderi Vilela
- Vera Agibert

Participante:  Artagão de Mattos Leão, Presidente do Tribunal de Contas do Estado

## História
A literatura da constituição atual foi promulgada pela Assembleia Legislativa do Paraná, no Palácio XIX de Dezembro, em 5 de outubro de 1989 e o texto foi publicado no Diário Oficial do Estado do Paraná na edição do mesmo dia da promulgação.

### Histórico das constituições do estado
O estado do Paraná, assim como os demais já construiu outras Constituições Políticas conforme necessidade de acompanhar a realidade constitucional nacional. Assim, por sua vez, o estado já foi regido pelas seguintes Cartas Magnas Estaduais:
- Constituição do Estado do Paraná de 1891, promulgada em 4 de julho de 1891.
- Constituição do Política do Estado do Paraná de 1892, promulgada em 7 de abril de 1892. Essa constituição, assim como em alguns outros estados, foi devido a  subida de Floriano Peixoto ao poder[7].
- Constituição do Estado do Paraná de 1935
- Constituição do Estado do Paraná de 1947
- Constituição do Estado do Paraná de 1967